# Betamponareservaat
Het Betamponareservaat is een beschermd natuurgebied in het oosten van Madagaskar. Het is gelegen in de regio Atsinanana, veertig kilometer ten noordwesten van de stad Toamasina, en heeft een oppervlakte van 29,18 vierkante kilometer.

## Geografie en klimaat
Het reservaat is gelegen in de laaglandbossen van Madagaskar, een van de ecoregio's op het eiland. De hoogte van het reservaat varieert van 92 tot 571 meter boven zeeniveau, met een gemiddelde hoogte van 270 meter. Kenmerkend voor dit berggebied is de voedselarme, roodgele grond met hellingen van tot wel 55 graden steil. 21 waterstromen bevloeien de gewassen in het reservaat.
Het klimaat in het Betamponareservaat is doorgaans warm en vochtig; jaarlijks valt er ruim 3.000 millimeter regen en de temperaturen variëren tussen de 13,5 °C en 40,5 °C.

## Geschiedenis
Vroeger waren de bossen van Betampona verbonden met die van het tegenwoordige Nationaal park Zahamena, maar door ontbossing is het tegenwoordig een geïsoleerd woud, omgeven door landbouwgebied en gedegradeerd land. In 1927 kreeg het bos een beschermde status, en was daarmee Madagaskars eerste beschermde reservaat. Ondanks deze status is het reservaat sinds die tijd in omvang geslonken dankzij brandlandbouw en illegale houtkap.

## Flora
Het Betamponareservaat heeft een grote diversiteit aan plantensoorten. In 2011 werden 807 soorten vaatplanten geteld uit 296 geslachten en 114 families. De vaatplanten met de meeste soorten zijn uit de sterbladigenfamilie (117 soorten uit 33 geslachten), de wolfsmelkfamilie (23 soorten uit 12 geslachten) en vlinderbloemenfamilie (19 soorten uit 11 geslachten). Tijdens een studie in 2004 en 2005 werden 244 boomsoorten geteld uit 49 families, met de wolfsmelkfamilie als meest prominente familie.

## Fauna
Het reservaat huisvest een groot aantal endemische zoogdieren. Hiertoe behoren minstens vijf soorten roofdieren, elf soorten lemuren, drie soorten vleermuizen, twee soorten tenreks en drie soorten insecteneters. Invasieve soorten zijn het boszwijn, de wilde kat en geïntroduceerde ratten en muizen. Verder huisvest het reservaat 98 vogelsoorten, 58 reptielsoorten, 80 kikkersoorten en acht vissoorten.

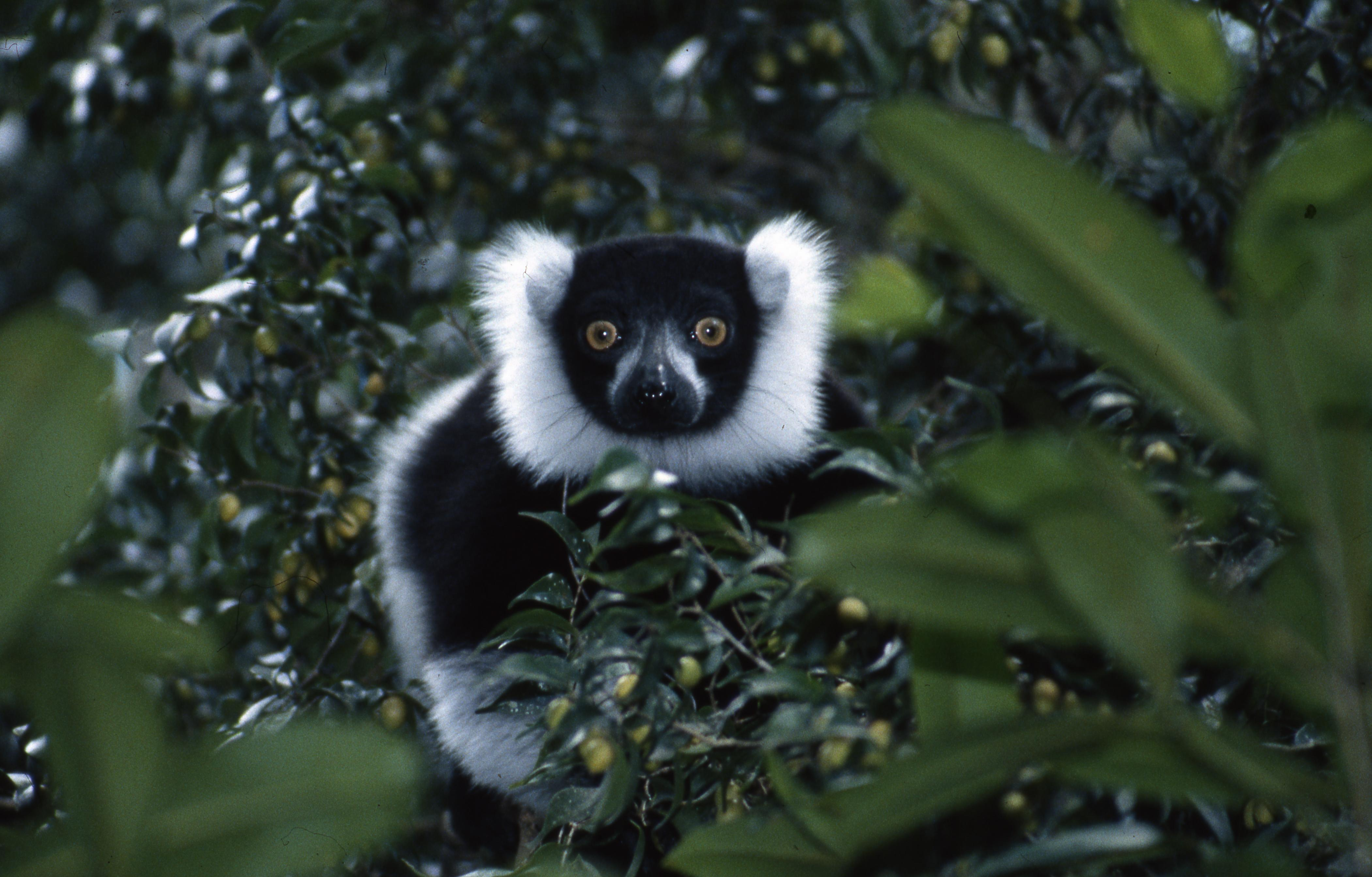
Vari (Varecia variegata)
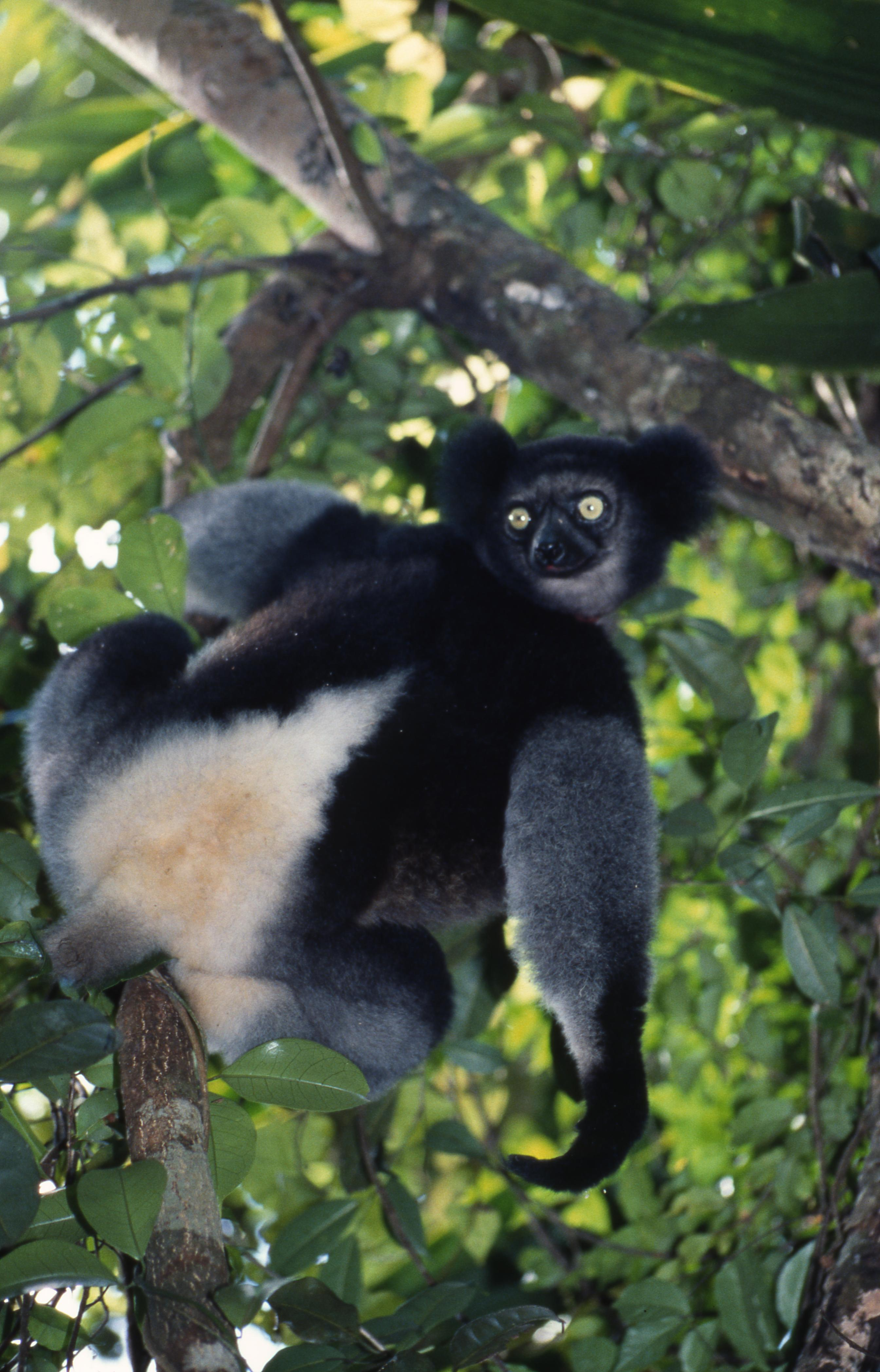
Indri (Indri indri)
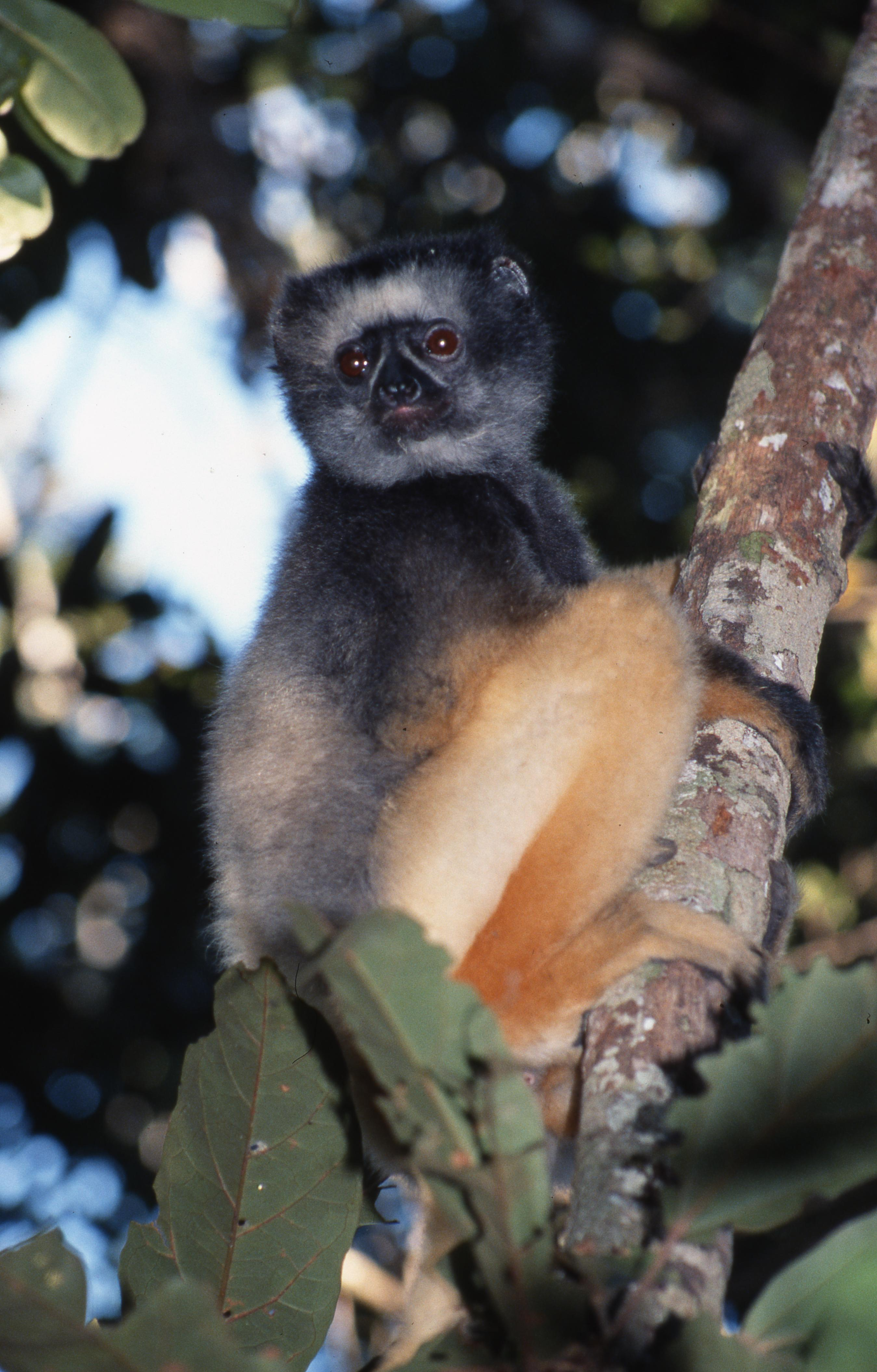
Diadeemsifaka (Propithecus diadema)
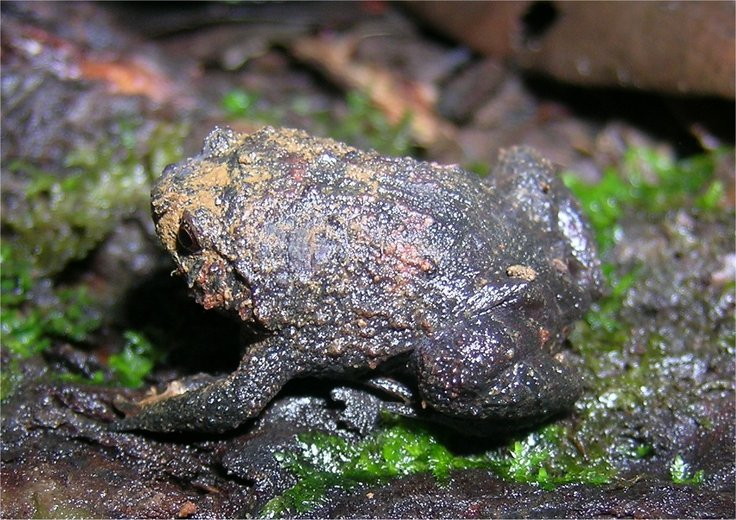
Rhombophryne coudreaui
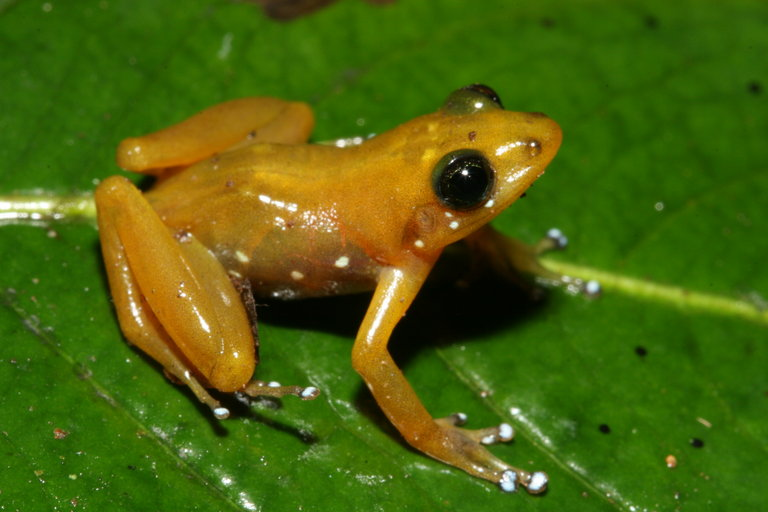
Blommersia angolafa

Anja Community Reserve ·
Berenty-reservaat ·
Renialareservaat ·
Kirindy Forest ·
Zoölogisch park van Ivoloina